# BoDeans
BoDeans is een in Waukesha, Wisconsin geformeerde Amerikaanse rockband. BoDeans kwamen op de voorgrond in de jaren 1980. Het geluid van de band omvat meerdere rockgenres, waaronder rootsrock, heartland rock en alternatieve rock. De grootste hit van de band tot nu toe is Closer to Free, dat werd gebruikt als het themalied van de populaire tv-serie Party of Five. De band is beschreven als een van de meest succesvolle en bekendste bands uit de omgeving van Milwaukee. BoDeans is opgenomen in het Rock and Roll Hall of Fame Museum in Cleveland.

## Bezetting
Huidige bezetting
- Kurt Neumann (leadzang, leadgitaar, 1983–heden)
- Eric Holden (bas, 2005–2009, 2014–heden)
- Tolan Shaw (akoestische gitaar, achtergrondzang, 2019)
- Stefano Intelisano (keyboards, accordeon, 2013–heden)
- Kramer Sell (drums, 2018–2019)
- Bukka Allen (keyboards, accordeon, 2004–2011, 2014–heden)
- Kenny Aronoff (drums, 1993, 1998, 2004–2007, 2012–heden)
- Glenn Fukunaga (bas)
- Brian Ferguson (drums, 2021-heden)
- James Hert (bas, achtergrondzang, 2022-heden)

Voormalige leden
- Sam Hawksley (gitaar, achtergrondzang, 2013–2018)
- David Sierra (drums, 2011–2017)
- Sam Llanas (zang, akoestische gitaar, 1983–2011)
- Guy Hoffman (drums, 1984–1987)
- Bob Griffin (bas, 1985–2005)
- Susan Julian (keyboards, 1987–1989)
- Jim 'Bo' Conlon (drums, 1987–1988)
- Rick Jaeger (studiodrummer, Outside Looking In 1987, Home 1989)
- Rafael Gayol (drums, 1989–1992)

Voormalige leden (vervolg)
- Nick Kitsos (drums, 1993–2000)
- Kevin Leahy (drums, 2001–2004)
- Michael Ramos (keyboards, accordeon, 1989–1995, 2001–2004, 2011–2012)
- Noah Levy (drums, 2005–2012)
- Jake Owen (gitaar, achtergrondzang, 2011–2012)
- Ryan Bowman (bas, 2009–2012, 2013)
- Warren Hood (viool, 2011–2013)
- David Duffy (viool, 2012–2014)

## Geschiedenis

### De jaren 1980: opkomst en vroeg succes
Kurt Neumann en Sam Llanas ontmoetten elkaar in 1977 op de Waukesha South High School. Nadat ze ontdekten dat ze dezelfde muziekinteresses hadden, begonnen ze samen liedjes te schrijven. Llanas ging naar de universiteit, maar vertrok al snel nadat Neumann hem had aangespoord om met hem muziek te gaan maken. In die tijd zong Neumann niet veel en profileerde hij zichzelf vooral als drummer, terwijl Llanas weinig ervaring had als gitarist. De twee besloten echter zich serieus met muziek bezig te gaan houden en beiden begonnen in 1980 te zingen en gitaar te spelen onder de naam Da BoDeans.
In april 1983 begon Da BoDeans te spelen in het East Side-muziekcircuit van Milwaukee, met een ingehuurde drummer en bassist. De band oefende in de garage van Mark McCraw, een wederzijdse vriend die al snel hun manager werd en de eerste jaren financiële steun verleende. De band verloor later dat jaar zijn ritmesectie, maar bleef als duo live optreden en gebruikte de opnamestudio op de universiteit van McCraw om demo's op te nemen, waarop Llanas en Neumann alle instrumenten bespeelden. In 1984 voegde drummer Guy Hoffman zich bij de band. Het eerste opgenomen nummer Sally van het trio verscheen op het eerste deel van de Milwaukee Sampler-compilatie, uitgebracht door Breezeway Records. Om het ontbreken van een bassist te compenseren, wijzigde Neumann zijn Fender Esquire met twee extra pickups die bedoeld waren om solide lage frequenties vast te leggen. Nadat het trio populair werd rond Milwaukee, besloten ze in 1985 bassist Bob Griffin toe te voegen.
Later in 1985 kwam het kwartet in de belangstelling van meerdere grote labels en besloot het een contract te tekenen met Slash/Warner Records. Na ondertekening stelde het label voor om hun naam in te korten tot simpelweg BoDeans. Onder begeleiding van producent T Bone Burnett betraden ze in oktober Hollywood's Sunset Sound Factory om hun eerste album op te nemen. Burnett concentreerde zich op het vastleggen van het natuurlijke geluid van de band zonder veel extra overdubs. De band sprak later hun spijt uit dat ze niet meer tijd aan de productie konden besteden, maar de hoge studiokosten hielden de sessies beknopt. Love & Hope & Sex & Dreams was het veelgeprezen debuutalbum van de band, dat in 1986 werd uitgebracht.
In januari 1987 werd BoDeans door een lezersenquête van Rolling Stone uitgeroepen tot beste nieuwe Amerikaanse band. Begin dat jaar reisden ze naar Los Angeles om te werken met producent Mike Campbell, maar de sessies werden opgeschort nadat er onenigheid was ontstaan over het geluid van het album. Campbell wilde dat het album zou lijken op Tom Petty's rock uit de jaren 1960. De band vond echter dat deze stijl niet bij hun muziek paste en wilde in plaats daarvan een state-of-the-art productie. Ze gingen terug naar Wisconsin en accepteerden een aanbod van Jerry Harrison van Talking Heads om hun tweede album te produceren en kregen meer vrijheid om te experimenteren. Outside Looking In werd uitgebracht in oktober 1987 en had een moderner rockgeluid uit de jaren 1980 dan de door roots beïnvloede voorganger. De eerste single van het album Only Love piekte op nummer 16 in de Amerikaanse Mainstream Rock-hitlijsten. Ter ondersteuning van het album toerde de band uitgebreid met U2 tijdens The Joshua Tree Tour. Dat jaar heeft de band ook bijgedragen aan het debuut soloalbum van Robbie Robertson naast U2 en Peter Gabriel.
In 1989 kwam het derde album Home uit. Het deed meer denken aan hun door roots beïnvloede debuut, maar vertoonde een breder scala aan invloeden, waaronder Motown, U2-geïnspireerde arenarock en heartland rock.

### De jaren 1990: een nieuwe richting
In 1991 begon de band in de Paisley Park Studios op te nemen met David Z (producent en sideman van Prince). De band bracht dat jaar hun vierde studioalbum Black and White uit. Het elektronisch beïnvloede geluid van het album was een sterke afwijking van de meeste van hun eerdere inspanningen, met meer nadruk op synthesizers, drummachines en bewerkte gitaarklanken. Het album verkende ook donkere en grotere lyrische thema's. Hoewel het geen single was, behaalde het eerste nummer Good Things van het album enig succes en werd het een van de bekendste nummers van de band. Het rebelse en politieke Black, White, and Blood Red was de enige single van het album die niet goed presteerde in vergelijking met de vorige nummers van de band die de hitlijsten haalden.

#### Closer to Freeen nasleep
Na Black & White besloot de band hun focus te verleggen naar het maken van een welgevallig album in plaats van op zoek te gaan naar een hit. Voor hun album Go Slow Down uit 1993 herenigde de band zich met T-Bone Burnett en gebruikte een meer zelfgemaakte benadering, waarbij Neumann veel van de instrumenten zelf bespeelde. In tegenstelling tot hun vorige album, was Go Slow Down meer akoestisch en markeerde hun overgang naar alternatieve rock uit de jaren 1990.
Het eerste nummer van het album was Closer to Free en bezorgde BoDeans een veel groter publiek, nadat het in 1994 werd geselecteerd als het themalied van de tv-serie Party of Five. (In 1999 zou de band een cover van I've Just Seen a Face van The Beatles uitvoeren als het themalied voor de kortstondige spin-off Time of Your Life van de show). Vanwege de hernieuwde bekendheid werd Closer to Free de grootste pophit van de band, met een piek op nummer 16 in de Amerikaanse Billboard Hot 100 in 1996.
In 1995 werd Joe Dirt Car uitgebracht, een liveopname met twee cd's. Het album bevatte livenummers, opgenomen tussen 1989 en 1995, waarvan sommige akoestisch waren. In 1996 bracht de band het door Greg Goldman geproduceerde Blend uit. De single Hurt By Love behaalde een klein hitparadesucces, terwijl het nummer Hey Pretty Girl werd gebruikt in een aflevering van Dawson's Creek.
Rond deze tijd raakte de band verwikkeld in een juridische strijd met de oude manager Mark McCraw, die in staking was gegaan en verklaarde dat hij recht had op gedeeltelijk auteursrecht op de eerste twee albums van de band.

### De jaren 2000
In 2001 werd de uit 17 nummers bestaande compilatie The Best Of BoDeans-Slash and Burn uitgebracht bij London/Slash/Rhino.
In 2003 kon de band hun voormalige management beëindigen en tekenen bij Rounder Records. Het jaar daarop bracht de band hun zevende album Resolution uit bij Rounder/Zoe uit en op 4 maart 2008 het album Still.

### De jaren 2010
Het negende studioalbum van de band was Mr. Sad Clown en werd uitgebracht op 6 april 2010. Net als bij hun publicatie in 1993 produceerde en bespeelde Neumann de meeste instrumenten op het album in zijn thuisstudio. Hoewel critici het album prezen om zijn zelfgemaakte benadering, waren de recensies verdeeld. Het album bevat enkele van Neumanns meest persoonlijke songwriting.
De band bracht op 26 juli 2011 zijn tiende studioalbum Indigo Dreams uit.
Op 10 augustus 2011 arriveerde Llanas niet in Colorado voor optredens van BoDeans in Denver, Boulder en Winter Park. Hij stuurde op 11 augustus 2011 een sms naar verschillende band- en crewleden om hen op de hoogte te stellen van zijn vertrek uit de band. Op 18 augustus verliet Llanas officieel de band vanwege meningsverschillen die al jaren sluimerden. De band verklaarde dat het zou doorgaan zonder Llanas, maar met gitaartechnicus Jake Owen.
Het elfde studioalbum American Made werd uitgebracht op 12 juni 2012. Op 26 maart werd de eerste single All The World van het album uitgebracht. In november 2012 kondigde de band de aanstaande publicatie aan van het dubbel livealbum Amped Across America, opgenomen op verschillende locaties van de American Made Tour.
Op 3 oktober 2014 kondigde Neumann de publicatie aan van het 12e studioalbum I Cant Stop. Op 17 juni 2016 bracht de band de single My Hometown uit van hun aankomende 13e studioalbum Thirteen. De publicatie kwam ten goede aan de Milwaukee County Historical Society, die dezelfde dag een tentoonstelling van BoDeans opende. De band presenteerde ook BoDeans Original Ginger Brew, een bier gemaakt door Sprecher Brewery ter gelegenheid van de 30ste verjaardag van hun debuutalbum. Op 11 november 2016 bracht de band de kerstplaat The Night Divine uit en op 21 april 2017 Thirteen.

## Beschuldiging van misbruik
Op 11 juni 2018 meldde de Milwaukee Journal Sentinel dat de stiefdochter van Kurt Neumann, Tessa Neumann, voormalig BoDeans-lid Sam Llanas had beschuldigd van seksueel misbruik vanaf 2001 tot 2007, terwijl ze minderjarig was. Eerder in 2018 had Kurt Neumann Llanas op de Facebook-pagina van de band publiekelijk beschuldigd van het lastigvallen van zijn stiefdochter. Llanas ontkende de beschuldigingen en verklaarde dat hij geschokt en misselijk was toen hij las over de enorm verschrikkelijke, onware beschuldigingen van wangedrag door de Neumanns. De band plaatste het artikel van 11 juni op de BoDeans Facebook-pagina.